# Едуард Ендер
Едуард Ендер (нім. Eduard Ender; 3 березня 1822, Рим — 28 грудня 1883, Лондон) — австрійський художник.

## Життя і творчість
Едуард Ендер народився в сім'ї художника Йоганна Ендера. Вивчав живопис під керівництвом батька. Перевагу в мистецтві надавав історичній тематиці. Талант майстра проявився в умілій побудові художньої композиції, в його фантазії і життєвості зображуваного. Однак сучасні Е. Ендеру критики недооцінювали строкату палітру, колорит його творів.

## Полотна (вибрані)
- Імператор Франц у майстерні Бенвенуто Челліні
- Шекспір, який читає при дворі королеви Єлизавети «Макбета»
- Виставка малюнків Гоґарта
- Зустріч імператора Йосифа з Моцартом
- Легенда про яйце Колумба
- Шиллер при дворі Веймарі
- Рембрандт у своїй майстерні
- Партія в шахи

## Галерея

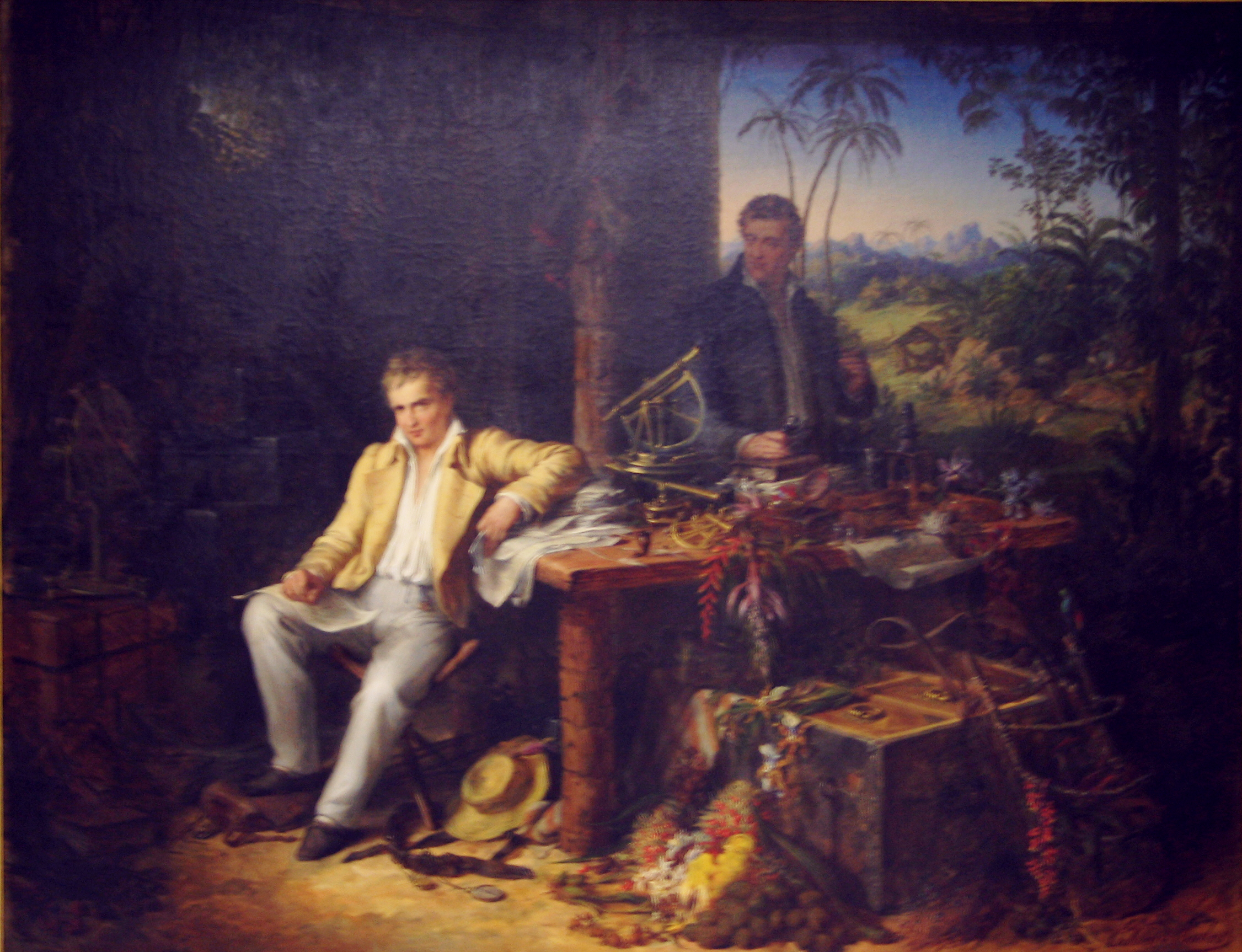
Александер фон Гумбольдт та Еме Боплан
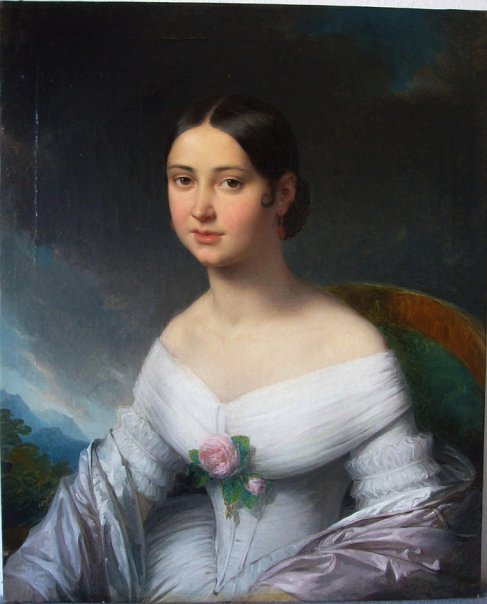
Портрет дівчини з трояндою
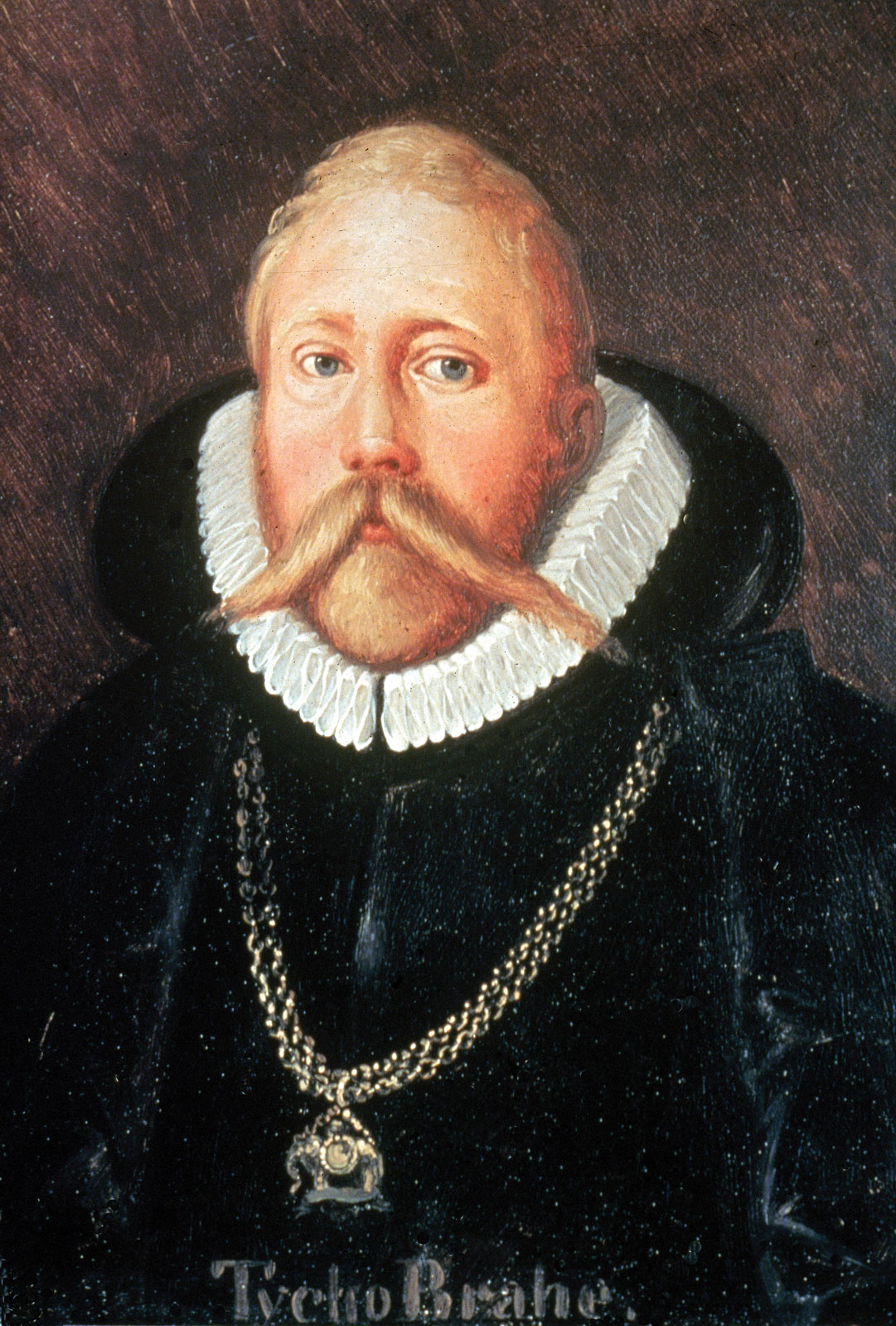
Портрет Тихо Браге